# Marià Batlles i Bertran de Lis
Marià Batlles i Bertran de Lis (València, 1845 - Barcelona, 1922) fou un metge i polític valencià establert a Barcelona. Publicà un Atlas completo de anatomía humana descriptiva (1897).
Era fill de Marià Batlles i Torres-Amat (1798-1865), metge originari de Moià que fou catedràtic i rector de la Universitat de València i diputat a Corts, i de la valenciana Emilia Bertran de Lis i Pons.
Llicenciat en medicina, el 1878 fou nomenat catedràtic d'anatomia a la Universitat de Granada i el 1879 assolí la mateixa càtedra a la Universitat de Barcelona, en la que finalment seria degà de la Facultat de Medicina (UB) i soci honorari del cos mèdic municipal. Durant aquests anys coincidí a la Universitat amb Santiago Ramón y Cajal.
A les eleccions municipals de 1889 fou escollit regidor i després tinent d'alcalde pel Partit Liberal de l'Ajuntament de Barcelona, i el 1894-1898 fou elegit diputat de la Diputació de Barcelona per la circumscripció Pi-Sant Pere. Posteriorment fou delegat reial d'Instrucció Pública a Barcelona i soci de l'Ateneu Barcelonès. Es va manifestar en contra del Pressupost Extraordinari de Cultura de l'Ajuntament de Barcelona per a 1908.